# Malabo Lopelo Melaka
Malabo Löpèlo Mëlaka o rey Malabo I (Moka, Fernando Poo [actual Bioko], 1837 – 19 de abril de 1937) fue primero un líder local bubi y un rey bubi en plenas funciones entre 1875 y 1899 (entre 1904 y 1937, reinó simbólicamente elegido por el pueblo bubi como símbolo de autodeterminación bubi ante los colonos españoles).

## Biografía

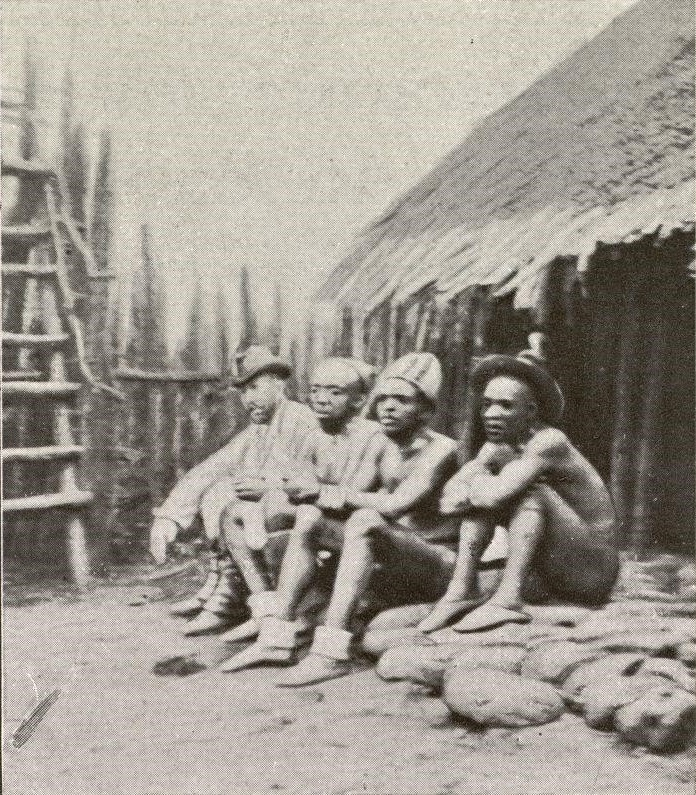
El rey Malabo (segundo por la derecha) en su residencia con su heredero, el cabecilla Bioko y Joaquín Coll y Astrell.

En 1896 nace uno de sus tres hijos, Francisco Malabo Beosá, quien posteriormente ocupó el título de sucesor legítimo del rey Malabo.
Fue secretario de Sas-Ebuera entre 1899, año de la finalización de su reinado, y 1904, cuando los clanes bubi le proclamaron simbólicamente rey de Bioko.
Cuando Sas-Ebuera resultó detenido por las autoridades españolas en 1903-1904, Malabo Löpèlo Mëlaka y su hermano Bioko Löpèlo Mëlaka especularon durante un tiempo con un frente anticolonial que finalmente no se llevó a cabo. 
Reinó simbólicamente desde su elección como rey por los clanes bubi, en 1904 hasta su muerte en 1937. De su administración constan algunos actos, como el agradecimiento a Francisco Alimama Kashu, natural de Heydrabat, India, establecido en Bioko a principios del siglo XX, a quien el rey Malabo le concedió 10 hectáreas de terreno en Moka, por sus experiencias mejorando los sistemas de cultivo.
Durante su reinado la administración española conseguirá la total pacificación de los bubis, en muchas ocasiones recurriendo a métodos coloniales violentos. 
El último levantamiento anticolonial tuvo lugar en 1910 en la región de San Carlos, iniciándose tras el asesinato del cabo europeo León Rabadán y dos policías indígenas. En dicho enfrentamiento morirían unos 1500 bubis. Inmediatamente después de dicha insurrección, las fuerzas coloniales presionaron al rey Malabo para que influyera en los líderes de los clanes bubi y evitara nuevos enfrentamientos. A dicho encuentro asistieron aquellos jefes que eran considerados más rebeldes por los colonizadores, como Riokalo y otros. 
Con la muerte de Malabo Löpèlo Mëlaka en 1937, año en el que es encarcelado por las autoridades coloniales españolas muriendo el 19 de abril de ese mismo año, desaparece en la práctica del escenario político bubi la figura del rey tradicional, cerrándose su dinastía a la muerte de su hijo Francisco Malabo Beosá en 2001.
A finales de la década de 1970, la política de africanización toponímica del gobierno de Guinea Ecuatorial, rebautizó la capital del país (Santa Isabel, en español, y Port Clarence, en inglés) con el nombre del monarca bubi, Malabo, también en la década de 1980 el Instituto Nacional Rey Malabo (antes Cardenal Cisneros), recordará su figura. Se le han dedicado igualmente calles en las ciudades de muchos países.